# Marcus Aemilius Lepidus (Schwager des Caligula)
Marcus Aemilius Lepidus (* 6; † 39) war ein römischer Politiker und Schwager des Kaisers Caligula.

## Leben
Lepidus war wahrscheinlich ein Sohn des gleichnamigen Konsuls des Jahres 6 und ein Neffe des Konsuls Lucius Aemilius Paullus. Außerdem war er ein Urenkel des Lucius Aemilius Lepidus Paullus (Konsul 50 v. Chr. und Bruder des Triumvirn Marcus Aemilius Lepidus). Er und seine Schwester Aemilia Lepida († 36) waren jeweils mit Geschwistern des Kaisers Caligula verheiratet: Aemilia ehelichte Caligulas älteren Bruder Drusus Caesar, Lepidus die jüngere Schwester Drusilla. 
Lepidus war ein enger Freund und laut Sueton und Cassius Dio auch Geliebter Caligulas, der ihn nach dem Tod des Tiberius Gemellus öffentlich als Thronfolger und Erben designierte. Etwa gleichzeitig, Ende 37/Anfang 38, verheiratete der Kaiser Lepidus mit Drusilla, nachdem er sie zuvor gezwungen hatte, sich von Lucius Cassius Longinus scheiden zu lassen. Die Ehe hatte bis zu Drusillas Tod im Juni 38 Bestand; das Paar hatte keine Kinder. Als der Präfekt von Ägypten, Aulus Avillius Flaccus, im Oktober 38 abgesetzt wurde, erreichte Lepidus beim Kaiser, den Gefangenen nicht auf das gefürchtete Gyaros, sondern nach Andros zu verbannen.
Das gute Einvernehmen zwischen Lepidus und Caligula hielt nach Drusillas Tod nicht lange an. Im Jahr 39 machte Caligula Briefe seiner Schwestern Agrippina und Livilla mit Einzelheiten über eine ehebrecherische Affäre mit Lepidus und eine Verschwörung gegen den Kaiser publik. Lepidus wurde hingerichtet, die beiden Frauen in die Verbannung geschickt. Caligula übersandte drei Dolche an den Mars-Ultor-Tempel, um den Tod seines Ex-Schwagers zu feiern. Agrippina empfing die sterblichen Überreste des Lepidus in einer Urne und brachte sie nach Rom, der Senat verweigerte jedoch, einer Empfehlung Vespasians folgend, ein ehrenvolles Begräbnis.